# Durfort (Ariège)

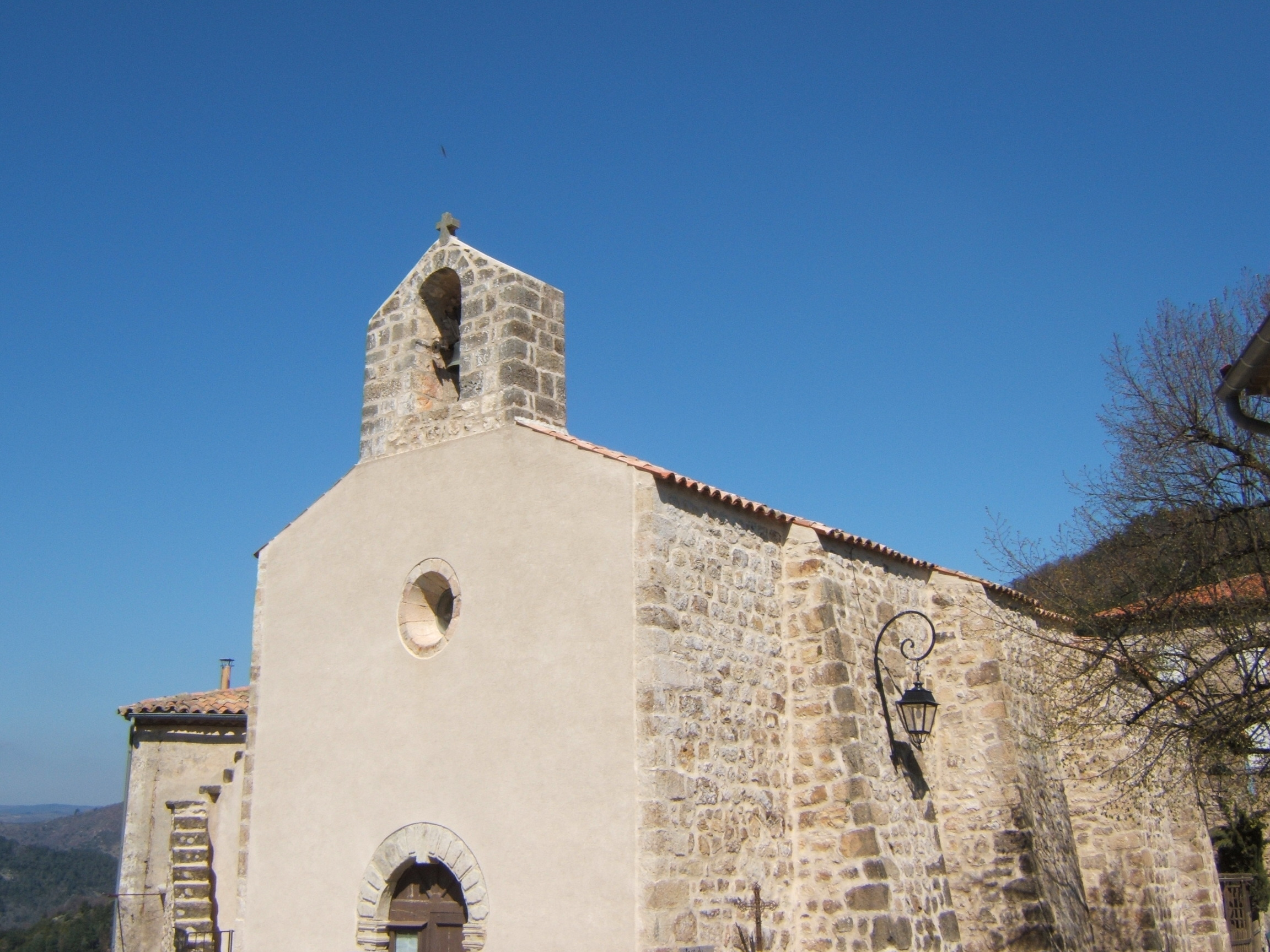
Kirche St. Vincent in Durfort

Durfort ist eine französische Gemeinde mit 185 Einwohnern (Stand 1. Januar 2022) im Département Ariège in der Region Okzitanien. Sie gehört zum Kanton Arize-Lèze und zum Arrondissement Saint-Girons.

## Geographie
Das Gemeindegebiet wird vom Flüsschen Latou durchquert, an der nordöstlichen Gemeindegrenze verläuft die Jade.
Nachbargemeinden sind Marliac im Norden, Justiniac und Brie im Nordosten, Esplas im Osten, Saint-Martin-d’Oydes im Südosten, Artigat im Süden, Le Fossat im Südwesten und Villeneuve-du-Latou im Westen.

## Bevölkerungsentwicklung
| Jahr                       | 1962 | 1968 | 1975 | 1982 | 1990 | 1999 | 2008 | 2015 |
| -------------------------- | ---- | ---- | ---- | ---- | ---- | ---- | ---- | ---- |
| Einwohner                  | 177  | 167  | 116  | 120  | 111  | 126  | 173  | 146  |
| Quellen: Cassini und INSEE |      |      |      |      |      |      |      |      |